# Bodzewo
Bodzewo – wieś w Polsce, położona w województwie wielkopolskim, w powiecie gostyńskim, w gminie Piaski.

## Historia
Miejscowość pierwotnie związana była z Wielkopolską. Istnieje co najmniej od pierwszej połowy XIV wieku. Wymieniona została w łacińskim dokumencie z 1337 (wg. kopii z 1729) jako „Bodzewo”, 1393  „Bodzewo, Bocznewo, Bodzegewo”, 1396 „Bodczewo”, 1435 „Maius Bodzewo”.
Miejscowość była początkowo wsią rycerską, a później szlachecką należącą do lokalnych rodów wielkopolskich - Bodzewskich, którzy od nazwy wsi przyjęli odmiejscowe nazwisko, a także Łódzkich, Krajewskich, Wezenborgów, Łaszczyńskich, Strzeleckich, Szczerkowskich, Gostyńskich, Miaskowskich. W 1435 wieś leżała w powiecie kościańskim Korony Królestwa Polskiego. W 1510 należała do parafii Strzelce Wielkie.
W źródłach historycznych zachował się pierwszy zapis z 1337 wspominający komesa Mikołaja, syna Wojciecha, który był dziedzicem Gostynia oraz prawdopodobnie pierwszym znanym właścicielem Bodzewa. Podporządkował on swoje wsie w okolicy Gostynia, a w tym m.in. Bodzewo, sądom generalnym funkcjonującym na prawie niemieckim, które odbywały się trzy razy w roku w Gostyniu. W 1371 odnotowany został Marcin Bodzewski, rajca gostyński.
W latach 1393–1396 odnotowany został w zapach sądowych Pietrasz Piotr Bodzewski z Bodzewa, który od nazwy wsi przyjął odmiejscowe nazwisko. W 1393 przegrał on z Janem Łódzkim proces o własność 1/3 wsi  w wyniku czego miał mu wydzielić część Bodzewa. W 1393 Jan Łódzki wygrał proces z Jackiem Krajewskim o wydzielenie Janowi Łódzkiemu 1/3 Bodzewa. W 1394 Jan Łódzki wraz z bratankami uzyskał sądowe zapewnienie, że Machna, matka Sułka z Bodzewa oraz jej dzieci Fili, Andrzej i Gwiazdosza nie będą mu szkodzili w jego części Bodzewa. W latach 1395-1396 Jan Łodzki prowadził spór sądowy z Piotrem Bodzewskim o sołtysa, którego Piotr wygnał z części wsi należącej do Jana. Obie strony wyceniły także szkody materialne. Piotra z Bodzewa domagał się 16 grzywien, a 14 grzywien Jan Łódzki.
W 1403–1407 dziedzic Gostynia Hinczka Wezenborg prowadził spory sądowe o Bodzewo. W 1403 z Jaśkiem Krajewskim, w 1406 z Janem Bodzewskim i ponownie w 1407 z Jaśkiem Krajewskim, który dowodził, że zakupił 1/3 Bodzewa, ale został z niej siłą usunięty przez Hinczkę. W latach 1407–1429 w zapisach historycznych odnotowano jako świadka Jana Bodzewskiego. W latach 1409–1415 dokumenty historyczne wspominają Domasława Bodzewskiego herbu Korab. W 1409 wspomniany został Andrzej Rycerz Bodzewski, a w 1415 Mikołaj Bodzewski.
W 1420 Bartosz Wezenborg z Gostynia dowodził w sporze sądowym z Mikołajem pisarzem starosty generalnego Wielkopolski, że ślady w Bodzewie, na których siedzieli kmiecie Jan Kurkowa i Wojko Berkowic oraz 1,5 ślada opuszczonego zwanego „Laskowskie” od ponad 33 lat należały do jego przodków, a ksiądz i pisarz Mikołaj nie miał do nich żadnych praw majątkowych. W 1420 wspomniano Wichnę z Bodzewa. W 1435 Bartosz Wezenborg sprzedał Katarzynie, żonie Szczepana z Krajewic łany wraz z karczmą w Bodzewie za 100 grzywien. W połowie XV wieku odnotowano także we wsi dziedziców Jana, Mikołaja i Janusza Koszatkę, a w 1450 Michał Koszatkę z Bodzewa.
W 1484 Filip Strzelecki ze Strzelec Wielkich sprzedał z prawem odkupu Janowi Łaszczyńskiemu 8, 5 łana w Bodzewie, a Jan Łaszczyński zapisał swojej żonie Barbarze po 50 grzywien posagu oraz wiana na sumie 180 złotych we wsi. W 1485 Jadwiga, wdowa po Tomaszu Bodzewskim sprzedała Janowi Łaszczyńskiemu części majątku po ojcu oraz matce w Bodzewie za 200 grzywien, a Jan Łaszczyński zapisał jej na 4 łanach w Bodzewie dwie kopy groszy czynszu rocznego z prawem odkupu za 30 grzywien. W 1487 Jan Łaszczyński sprzedał Annie Smogorzewskiej, wdowie po Stanisławie, 4 łany osiadłe w Bodzewie za 100 grzywien. W tym roku także Wincenty Szczerkowski ze Szczerkowa zapisał żonie Katarzynie po 30 grzywien posagu oraz wiana na 4 łanach osiadłych w Bodzewie. W 1488 Filip Strzelecki sprzedał Wojciechowi Miaskowskiemu 1/3 Bodzewa i połowę łana sołeckiego lub 9,5 łana osiadłego za 200 kop groszy. W 1489 Wojciech Miaskowski zapisał altarii w Strzelcach Wielkich czynsz roczny w wysokości 5 złotych węgierskich od sumy 60 złotych węgierskich na części Bodzewa. W 1491 zapisał żonie Małgorzacie po 400 złotych węgierskich posagu oraz wiana na Koszkowie, połowie Miaskowa (obecnie Miąskowo) oraz na części Bodzewa.
W 1517 Stanisław Krajewski kupił od Agnieszki, żony miecznika kaliskiego Szymona Złotowskiego, część Bodzewa za 100 grzywien. W 1519 Stanisław wraz z bratem Piotrem zakupił od Jana Łęckiego z Łęki Wielkiej kolejną część Bodzewa za 100 grzywien. W 1528 Krajewski kupił też od Wawrzyńca Strzeleckiego część Bodzewa za 110 grzywien. W 1529 sprzedając części wsi Bielewo oraz Zgaliny Andrzejowi Pogorzelskiemu zastrzegł sobie prawo wyrębu drzewa w lesie należącym do dziedziny Bielewo na potrzeby dworu oraz poddanych w Krajewicach i w Bodzewie.
Miejscowość odnotowano również w historycznych rejestrach poborowych. W 1510 podatki pobrano z części należącej do plebana ze Strzelec Wielkich, z 5,5 łana osiadłego, 3 łanów opuszczonych, karczmy oraz od zagrodnika. Z części należącej natomiast do Wojciecha Miaskowskiego pobrano z 8 łanów osiadłych, sołtysa na 1,5 łana oraz karczmy. Z części Anny pobrano podatki od 3 łanów osiadłych, jednego opuszczonego i nieuprawianego łana oraz karczmy. Natomiast z części Czerwonczyny żony Czerwonki od dwóch łanów osiadłych, dwóch łanów opuszczonych. Z części Dąbrowskiego pobrano także od jednego łana uprawnego. We wsi znajdował się także wiatrak. W 1530 miał miejsce pobór z 8 łanów oraz od karczmy. Odnotowano także, że w tym roku inne łany zostały zniszczone przez grad. W 1535 we wsi pobrano zaległe podatki z połowy opuszczonego łana. W 1563 pobór odbył się z części należącej do Jana Miaskowskiego od jednego łana oraz jednego komornika, z części Eustachego Miaskowskiego od 3,5 łana, z części Stanisława Krajewskiego od 11,5 łana, 2 komorników oraz 2 rzemieślników. W 1566 pobrano podatki z części Jana Miaskowskiego od jednego łana kmiecego oraz od 4 zagrodników. Z części należącej do dziedziców zmarłego Eustachego Miaskowskiego od 2,5 łana osiadłego, 3/4 łana sołeckiego, jednego zagrodnika oraz dwóch komorników. Z części Krajewskich pobrano natomiast od 10 ,5 łana kmiecego, kowala oraz kołodzieja, a z części będącej własnością Gostyńskich dziedziców Bodzewka pobrano podatki od 2 zagrodników. 
Do czasu rozbiorów leżała w Rzeczypospolitej Obojga Narodów. Wskutek II rozbioru Polski w 1793, miejscowość przeszła pod władanie Prus i jak cała Wielkopolska znalazła się w zaborze pruskim. W okresie Wielkiego Księstwa Poznańskiego (1815–1848) miejscowość należała do wsi większych w ówczesnym pruskim powiecie Kröben (krobskim) w rejencji poznańskiej. Bodzewo należało do okręgu gostyńskiego tego powiatu i stanowiło odrębny majątek, którego właścicielem był wówczas (1846) Kaulfus. Według spisu urzędowego z 1837 roku wieś liczyła 302 mieszkańców, którzy zamieszkiwali 34 domy (domostwa). W skład majątku Bodzewo wchodziły także: folwark Aleksandrowo (2 domy, 29 osób), folwark Łódź (11 domów, 124 osób) oraz Strzelce Małe I (10 domów, 67 osób).
W latach 1954–1968 wieś należała i była siedzibą władz gromady Bodzewo, po jej zniesieniu w gromadzie Piaski. W latach 1975–1998 miejscowość położona była w województwie leszczyńskim.
We wsi był przystanek kolejowy Bodzewo.